# Internationale Kinder- und Jugendliteratur (ilb)

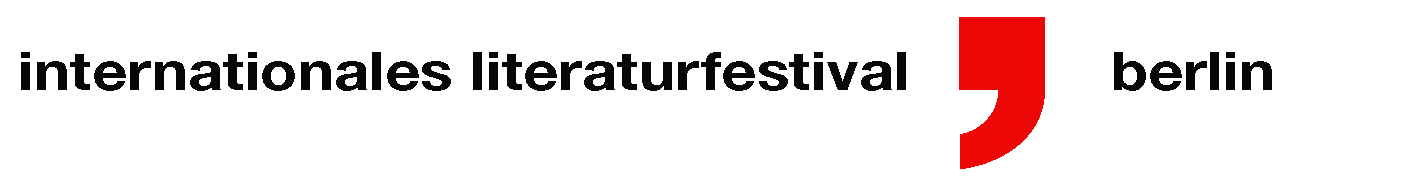
Logo des Internationalen Literaturfestivals Berlin

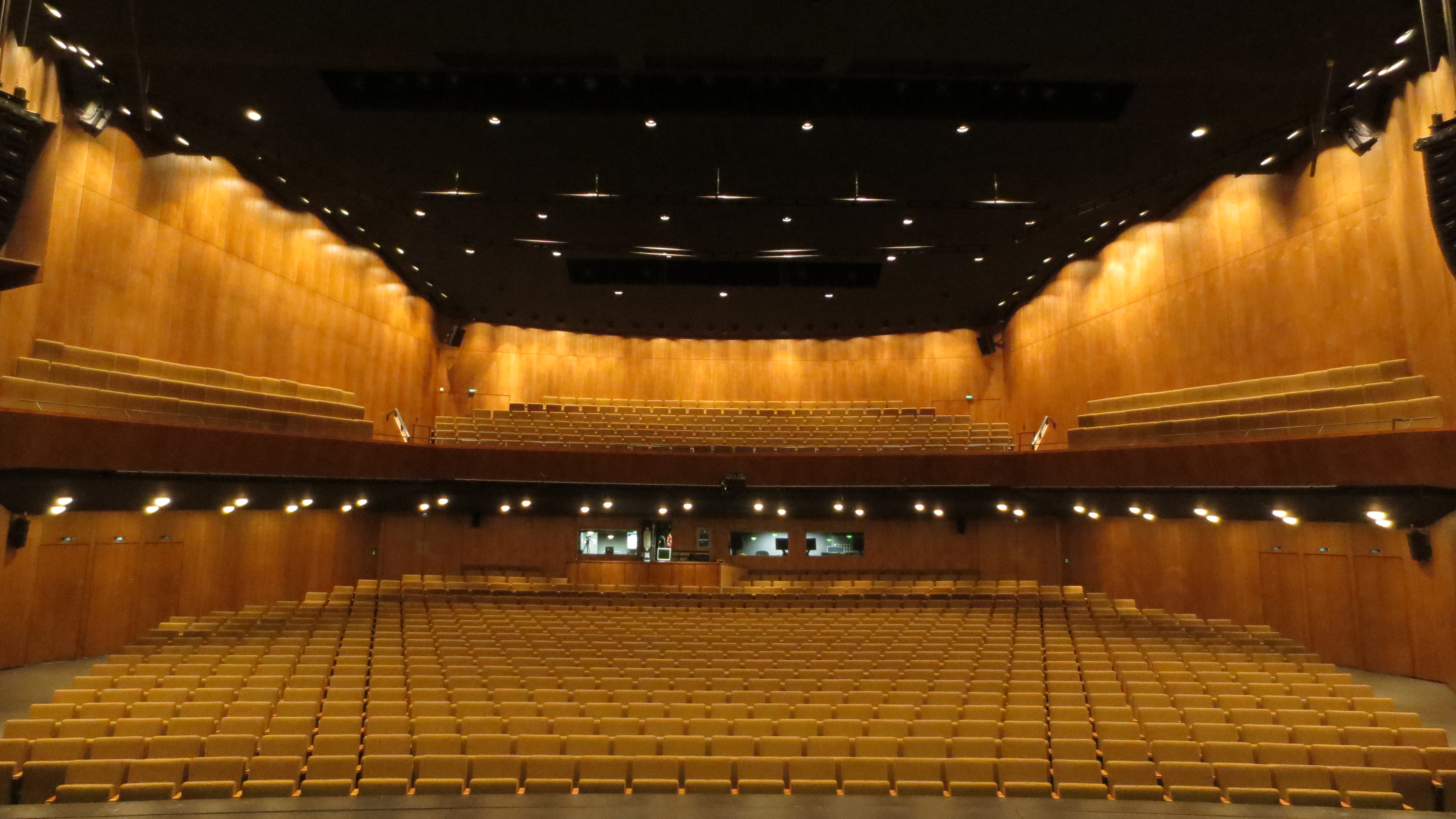
Veranstaltungszentrum der Sektion: das Haus der Berliner Festspiele

Internationale Kinder- und Jugendliteratur ist eine Programmsektion des Internationalen Literaturfestivals Berlin (ilb). Seit 2001 treten in der Sektion internationale Autoren und Illustratoren auf, die Bilderbücher, Kinderbücher, Jugendromane, Comics und Gedichtbände meist erstmalig in Deutschland als Premieren vorstellen. Daneben präsentieren Autoren weiterer Festivalsektionen auch Sachbücher und Romane als Premieren im jungen ilb-Programm. 

## Programm

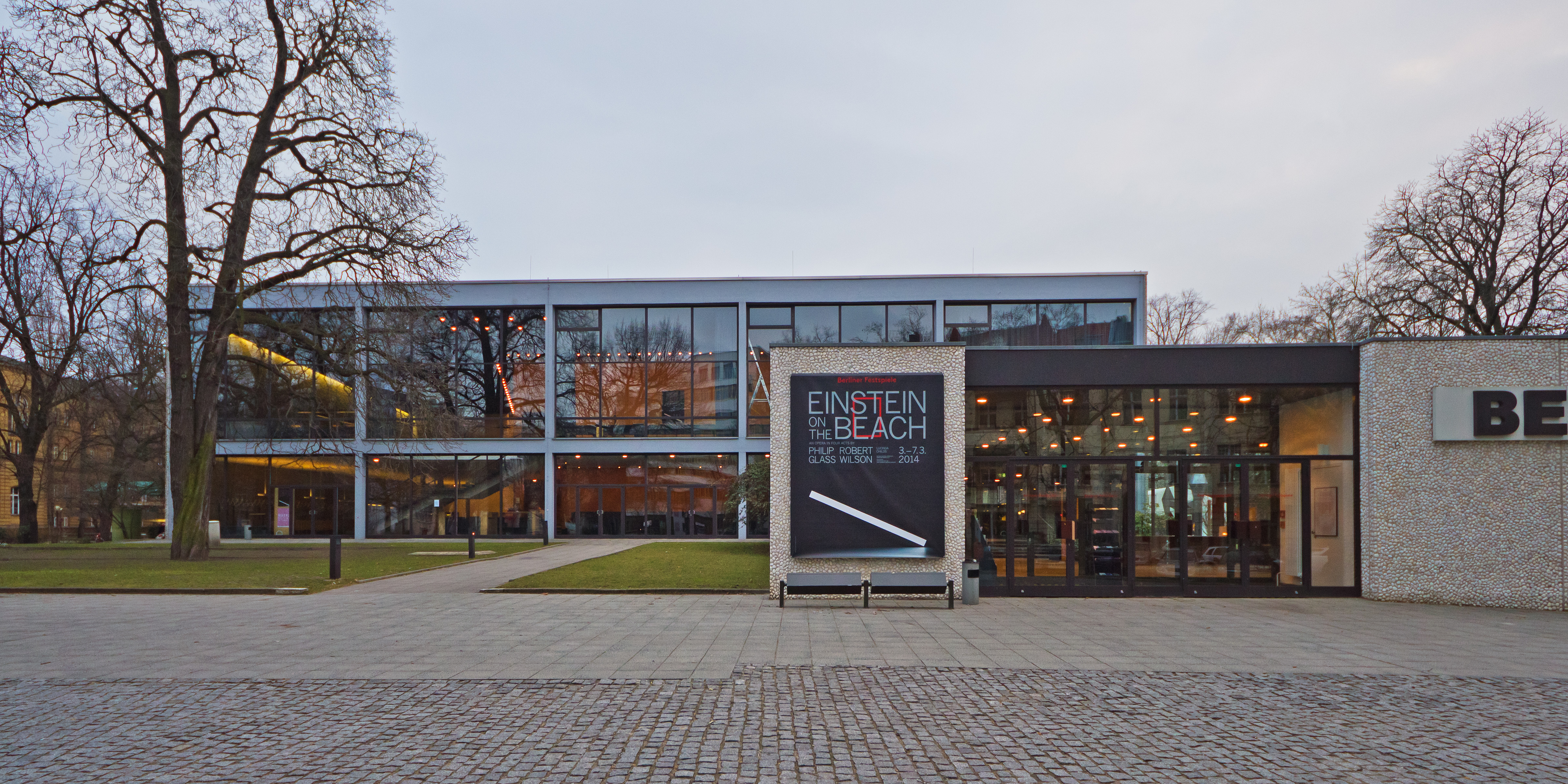
Hauptlocation der Sektionslesungen: das Haus der Berliner Festspiele

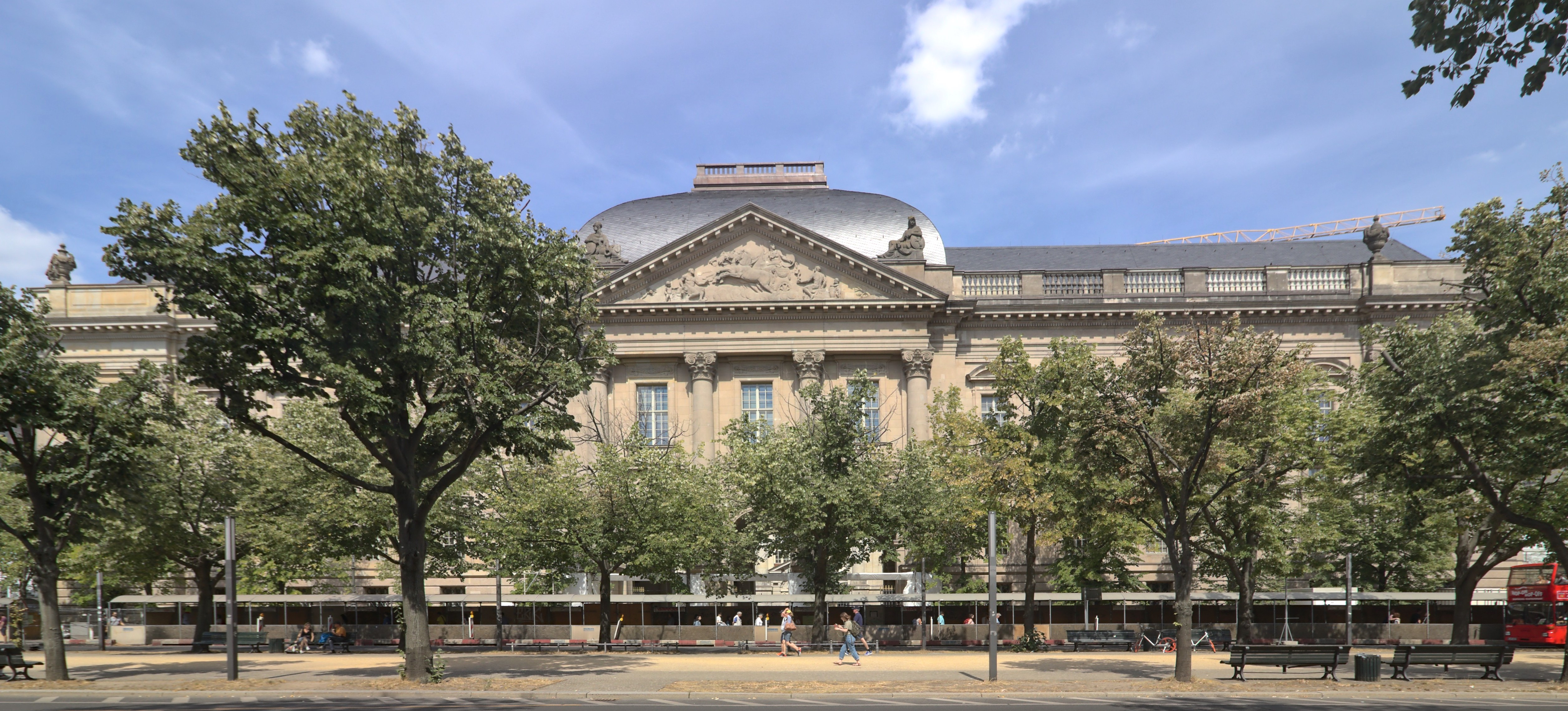
Kooperationspartner der Sektion: Kinder- und Jugendbuchabteilung der Staatsbibliothek zu Berlin

### Überblick
Das Programm der Sektion unterteilt sich in Lesungen und Workshops. Die Lesungen finden an den Festivalwerktagen im Haus der Berliner Festspiele statt und werden vor allem von Schulklassen besucht. Auch die Workshops finden an den Festivalwerktagen statt und werden in verschiedenen Kulturinstitutionen und Schulen in ganz Berlin durchgeführt. Verschiedene Specials wie Werkstattgespräche oder kleine Ausstellungen ergänzen das Programm.
Regelmäßige Kooperationspartner der Sektion sind die Kinder- und Jugendbuchabteilung der Staatsbibliothek zu Berlin, die Grundschule der Künste an der Universität der Künste Berlin, LesArt – Berliner Zentrum für Kinder- und Jugendliteratur, die Humboldt-Universität zu Berlin, der Landesverband Berlin-Brandenburg des Börsenvereins des Deutschen Buchhandels, die Zentralstelle für das Auslandsschulwesen, das Theater an der Parkaue, das Grips-Theater, das Atze Musiktheater, das Fliegende Theater, die Schaubude Berlin und die Philipp-Schaeffer-Bibliothek.
Laut Eigendarstellung der Veranstalter hat die Sektion das Ziel, eine »Standortbestimmung der gegenwärtigen internationalen Kinder- und Jugendliteratur« und eine »öffentliche Präsentation internationaler, inhaltlich und ästhetisch bemerkenswerter Gegenwartsliteratur für junge Leser« zu ermöglichen.
2001 wurde die Sektion von Stefanie Geiger geleitet, 2002 bis 2008 von Miriam Gabriela Möllers, 2009 von Katrin Hesse, 2010 von Ina Bargmann und Katrin Hesse und seit 2011 von Christoph Rieger.

### Retrospektiven

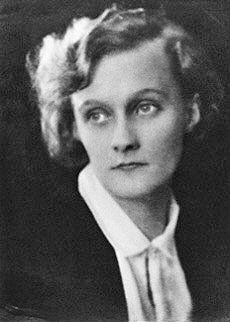
Retrospektive der Sektion (2018): Ronja Räubertochter von Astrid Lindgren

Seit 2011 findet eine Retrospektive statt, bei der ein Klassiker der Kinder- und Jugendliteratur präsentiert wird.
| Festivaljahr | Buch der Retrospektive     | Autor des Buches         |
| ------------ | -------------------------- | ------------------------ |
| 2011         | Momo                       | Michael Ende             |
| 2012         | Der Hobbit                 | J. R. R. Tolkien         |
| 2013         | Der kleine Prinz           | Antoine de Saint-Exupéry |
| 2014         | Eine Maus aus gutem Haus   | William Steig            |
| 2015         | Danny oder Die Fasanenjagd | Roald Dahl               |
| 2016         | Wo der Gehweg endet        | Shel Silverstein         |
| 2017         | Anne auf Green Gables      | Lucy Maud Montgomery     |
| 2018         | Ronja Räubertochter        | Astrid Lindgren          |
| 2019         | Die unendliche Geschichte  | Michael Ende             |
| 2020         | Wo die wilden Kerle wohnen | Maurice Sendak           |
| 2021         | Wilbur und Charlotte       | Elwyn Brooks White       |
| 2022         | Alice im Wunderland        | Lewis Carroll            |

### Das außergewöhnliche Buch

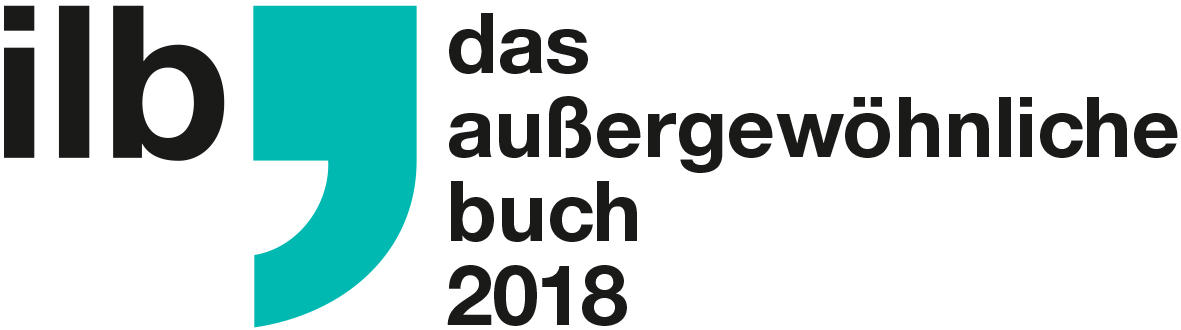
Logo des Preises Das außergewöhnliche Buch

Seit 2012 vergibt die Sektion den undotierten Preis Das außergewöhnliche Buch, mit dem bemerkenswerte Literatur für Kinder, Jugendliche und junge Erwachsene ausgezeichnet wird. Die außergewöhnlichen Bücher werden von einer aus den Gästen des Kinder- und Jugendprogramms des Festivals bestehenden Jury ausgewählt und im Festivalzeitraum im Haus der Berliner Festspiele und in der Philipp-Schaeffer-Bibliothek ausgestellt.

### Gastländer
Die Sektion veranstaltet unregelmäßig Länderschwerpunkte, die in Bezug zu den Gastländern der Frankfurter Buchmesse oder der Bologna Children’s Book Fair stehen.
- 2016: Niederlande und Flandern
- 2018: Schweiz
- 2019: Norwegen
- 2021: Kanada
- 2022: Spanien

### Ausstellungen
Verschiedene Partner realisieren in Kooperation mit der Sektion im Festivalzeitraum unregelmäßig kleine Ausstellungen, die meist einen thematischem Bezug zu Gästen der Sektion haben.

### Weitere
- Seit 2003 wird am ersten Festivalsonntag ein eintrittsfreies Lesefest veranstaltet, das 2003 im Palais Podewils stattfand, 2004 im Max-Beckmann-Saal und seit 2005 in der Gelben Villa durchgeführt wird.

- Von 2004 bis 2018 fand im Weinmeisterhaus der Literarische Nachtsalon statt.

- Seit 2007 moderieren Schüler und junge Erwachsene der Literaturinitiative Berlin im Rahmen des Formats Generation Lesungen der Sektion.

- Von 2010 bis 2020 fand der ilb U20 Poetry Slam statt, an dem Schüler Berliner Schulen mitwirkten. Jedes Jahr treten beim Slamfinale, das von Wolf Hogekamp moderiert wurde, wechselnde Featured Poets auf.

- Von 2015 bis 2017 wurden Meisterklassen in den Bereichen Roman (2015: David Almond, 2016: Ruta Sepetys, 2017: Alina Bronsky), Comic (2015: Mawil, 2016: Sebastian Lörscher) und Bilderbuch (2015: Kaatje Vermeire, 2016: Guojing, 2017: Christian Robinson) durchgeführt, die jeweils von einem Autor, einem Illustrator und einem Comiczeichner geleitet wurden.

- Von 2015 bis 2021 fand das Finale des länderübergreifenden Debattierwettbewerbes Lesefüchse, organisiert von der Zentralstelle für das Auslandsschulwesen, als Teil der Sektion in Berlin statt.

- Von 2016 bis 2018 fanden in Kooperation mit dem Institut für Deutsche Literatur der Humboldt-Universität zu Berlin Konferenzen zu folgenden Themen statt: Que(e)r durch die Welt – LGBTI* und KJL (2016), Im Garten der Kinder- und Jugendliteratur (2017), Talkin´ ´bout a Revolution (2018).

- Seit 2018 stellen Finalisten des Literaturpreises THEO ihre Texte in der Sektion vor. Seit 2022 stellen Autoren des Treffen junger Autor*innen ihre Texte in der Sektion vor.

- Neben den regelmäßigen Formaten finden jedes Jahr auch einmalige Specials statt, die teilweise in Zusammenarbeit mit anderen Sektionen des Festival durchgeführt werden. 2013 inszenierte die Neuköllner Oper eine Musiktheaterproduktion zu Finn-Ole Heinrichs Kinderbuch Frerk, du Zwerg!, die auf dem Festival Premiere feierte. 2014 fanden die Projekte New Level – Computerspiele und Literatur und Kulturen des Vertrauens statt. 2014 und 2015 wurde das Projekt Weather Stations durchgeführt, das mit einer internationalen Konferenz endete. 2015 fand das Projekt Zukunftsvisionen der Stadt 2030 statt. 2016 wurden die Projekte Comic Connection  sowie die Weltpremiere des Formats Osmodrama durchgeführt. 2017 fanden ein Internationaler Kongress für Demokratie und Freiheit sowie ein Special zum Thema  Reading the Currents – Das Meer im Wandel statt. 2019 wurde ein Special zum Thema Automatic Writing 2.0 sowie 2020 und 2021 Specials zum Thema Visionen der Biokönomie durchgeführt.

## Publikation
2013 erschien der von Birte Hendricks, Ulrich Schreiber und Christoph Rieger herausgegebene deutsch-englische Sammelband Schlüssel für die Zukunft – Welche Kinder- und Jugendliteratur braucht Europa, der die Ergebnisse des gleichnamigen Festivalprojektes beim ilb 2012 dokumentiert. Das Buch enthält Essays und Kurzgeschichten.

## Sonderveranstaltungen
Neben der Sektion Internationale Kinder- und Jugendliteratur veranstalten die Organisatoren des Festivals weitere Formate, in deren Zentrum Kinder- und Jugendliteratur steht.
- Von 2009 bis 2012 wurden für das Projekt LiteraturRaum internationale Autoren nach Berlin eingeladen, die im Bleibtreu Hotel lebten und arbeiteten. Mit Marjolijn Hof und Janne Teller nahmen an dieser Autorenresidenz auch zwei Kinder- und Jugendbuchautoren teil.

- Seit 2015 wird jedes Jahr Ende September das Internationale Literaturfestival Odessa veranstaltet, an dem auch verschiedene internationale Kinder- und Jugendbuchautoren teilnehmen.

- 2017 wurde das versfest berlin veranstaltet, an dem internationale Lyriker, die für Kinder und Jugendliche schreiben, teilnahmen.